# 堇色歧鬚鮠
堇色歧鬚鮠，為輻鰭魚綱鯰形目倒立鯰科的其中一種，為熱帶淡水魚，分布於非洲乍得湖、尼日河與伏塔河流域，體長可達30公分，棲息在底中層水域，生活習性不明。